# Gustavo Córdoba
Gustavo Alejandro Córdoba (San Miguel de Tucumán, Tucumán, 8 de febrero de 1975) es un exfutbolista argentino que jugaba como defensor.

## Trayectoria

### Atlético Tucumán
Córdoba debutó con Atlético Tucumán en 1995. Con la camiseta del decano jugó hasta el año 1999.

### San Martín de Mendoza
En 1999 se mudó a Mendoza para jugar en San Martín de Mendoza. En su primera temporada llegó hasta semifinales por el primer ascenso a Primera División. En la temporada 2000/01 llegó hasta semifinales por el segundo ascenso, pero cayó ante Instituto. Jugó en el chacarero hasta 2002.

### Instituto
A mediados de 2002 pasó a Instituto. En la gloria disputó una temporada.

### Gimnasia de Jujuy
En 2003 llegó a Gimnasia de Jujuy. En la temporada 2004/05 logró el ascenso a Primera División. En el lobo jujeño jugó hasta 2006.

### Tiro Federal
De cara a la temporada 2006/07 llegó a Tiro Federal. En el equipo de Rosario tuvo un breve paso.

### La Florida
A mitad de 2007 volvió su provincia natal para jugar en La Florida.

### Famaillá
En 2008 llegó a Famaillá, club en el que le puso fin a su carrera.

## Clubes
| Club                  | País      |
| --------------------- | --------- |
| Atlético Tucumán      | Argentina |
| San Martín de Mendoza | Argentina |
| Instituto             | Argentina |
| Gimnasia de Jujuy     | Argentina |
| Tiro Federal          | Argentina |
| La Florida            | Argentina |
| Famaillá              | Argentina |